# ジェームズ・ブリッジス (映画監督)
ジェームズ・ブリッジス（James Bridges、1936年2月3日 - 1993年6月6日）は、アメリカ合衆国の映画監督、脚本家。

## 主な作品
脚本
- シェラマドレの決斗 The Appaloosa (1966)
- 地球爆破作戦 Colossus: The Forbin Project (1970)
- 雨の日にふたたび Limbo (1972)
- ホワイトハンター ブラックハート White Hunter Black Heart (1990)

監督
- 受胎の契約/ベビー・メーカー The Baby Maker (1970) ※
- ペーパーチェイス The Paper Chase (1973) ※
- ジェームズ・ディーンにさよならを September 30, 1955  (1977) ※
- チャイナ・シンドローム The China Syndrome (1979) ※
- アーバン・カウボーイ Urban Cowboy (1980) ※
- マイクス・マーダー Mike's Murder (1984) ※
- パーフェクト Perfect (1985) ※
- 再会の街/ブライトライツ・ビッグシティ Bright Lights Big City (1988)

※は脚本も担当。